# ホアン・モンテルデ
ホアン・モンテルデ・ライガル（Joan Monterde Raygal、1997年12月18日 - ）は、スペイン・サグント出身のサッカー選手。リェイダ・エスポルティウ所属。ポジションはミッドフィールダー。

## クラブ経歴
バレンシア県サグントに生まれ、2011年にビジャレアルCFからレバンテUDの下部組織に加入した。2016年8月31日、セグンダ・ディビシオンBのCDイサーラにレンタルされた。同年9月25日、ポンテベドラCF戦で移籍後初出場。
レンタルバック後、テルセーラ・ディビシオンのアトレティコ・レバンテUDに昇格し、2018年1月9日、クラブと2020年6月末までの契約を結んだ。
2020年7月19日、ヘタフェCF戦でトップチームデビューを飾った。